# Anisolotus neomexicanus
Anisolotus neomexicanus là một loài thực vật có hoa trong họ Đậu. Loài này được (Greene) Wooton & Standl. mô tả khoa học đầu tiên năm 1913.